# 奥村隆
奥村 隆（おくむら たかし、1961年 - ）は、日本の社会学者、関西学院大学社会学部教授。

## 略歴
徳島県生まれ。東京大学文学部卒。東京大学大学院社会学研究科博士課程単位取得退学、博士(社会学)。千葉大学文学部講師・助教授、立教大学社会学部教授を経て、現在、関西学院大学社会学部教授。

## 著書
- 『他者といる技法』（1998年、日本評論社）
- 『エリアス・暴力への問い』（2001年、勁草書房）
- 『反コミュニケーション』（2013年、弘文堂）
- 『社会学の歴史I--社会という謎の系譜』（2014年、有斐閣）
- 『宗教とグローバル市民社会――ロバート・ベラーとの対話 』（2014年、岩波書店、ベラー・島薗進との共編）
- 『社会はどこにあるか:根源性の社会学』（2017年、ミネルヴァ書房）
- 『はじまりの社会学:問いつづけるためのレッスン』（2018年、ミネルヴァ書房）